# 佐藤鸥蛤
佐藤鸥蛤（学名：Nipponopholas satoi），是海螂目鸥蛤科Nipponopholas属的一种。主要分布于台湾，常栖息在浅海珊瑚礁、岩石底。